# Division de Cochinchine-Cambodge
La division de Cochinchine-Cambodge est une division d'infanterie coloniale de l'Armée de terre française, stationnée en Cochinchine française et protégeant également le protectorat français du Cambodge.

## Création et différentes dénominations
- 1904 : création de la 2e division (Cochinchine-Cambodge)
- 1908 : dissolution
- 1929 : nouvelle formation, sous le nom de division de Cochinchine-Cambodge
- 1945 : disparation

## Historique des garnisons, campagnes et batailles

### Création
Elle est fondée en mai 1904 en Indochine française et numérotée 2e division, elle a son quartier général à Saïgon et possède l'organisation suivante :
- 3e brigade (Saïgon)
  - 11e régiment d'infanterie coloniale,
  - 1er régiment de tirailleurs annamites.
- 4e brigade (Mỹ Tho)
  - 12e régiment d'infanterie coloniale,
  - 2e régiment de tirailleurs annamites,
  - Bataillon de tirailleurs cambodgiens.
- Compagnie indigène du génie de Cochinchine (créée en novembre 1904).

En mai 1907, la 4e brigade est dissoute, en même temps que les unités qui la constituent. Les divisions stationnées en Indochine sont dissoutes en 1908 par mesure d'économie et la 3e brigade (11e régiment d'infanterie coloniale, régiment de tirailleurs annamites et 5e régiment d'artillerie coloniale) devient indépendante.

### Entre-deux-guerres
La division de Cochinchine-Cambodge est recréée le 1er juillet 1929 à partir de la 3e brigade d'Indochine . Elle a une organisation ternaire (infanterie divisionnaire à trois régiments) :
- Infanterie divisionnaire :
  - 11e régiment d'infanterie coloniale,
  - Régiment de tirailleurs annamites,
  - Bataillon de tirailleurs cambodgiens.
- Artillerie divisionnaire :
  - 5e régiment d'artillerie coloniale,
  - Peloton d'automitrailleuses,
  - Section de chars.
- Direction d'artillerie de Cochinchine-Cambodge :
  - Compagnie du génie,
  - Compagnie d'ouvriers d'artillerie,
  - Détachement de transport.

### Seconde Guerre mondiale
À l'entrée de la Seconde Guerre mondiale, les forces de l'armée française en Indochine sont de moins de 40 000 hommes. Outre la division de Cochinchine-Cambodge, elles déploient la division du Tonkin et la brigade d'Annam.
L'ordre de bataille de la division de Cochinchine-Cambodge, ainsi que du point d'appui de la flotte du Cap-Saint-Jacques, est alors le suivant :
- Détachement motorisé de Cochinchine
- 11e régiment d'infanterie colonial,
- Régiment de tirailleurs annamites,
- Régiment de tirailleurs cambodgiens,
- 5e régiment d'artillerie coloniale,
- Compagnie indigène du génie.

## Chefs de corps
- 1929 : général Paulet
- 1929 : général Franceries

- 1938-1940 : général Derendinger
- 1940 : général Aymé
- 1944 : général Delsuc